# Arıqıran
Arıqıran är en ort i Azerbajdzjan. Den ligger i distriktet Gädäbäy rajon, i den västra delen av landet, 400 kilometer väster om huvudstaden Baku. Arıqıran ligger 1 434 meter över havet och antalet invånare är 2 659.
Terrängen runt Arıqıran är kuperad norrut, men söderut är den bergig. Närmaste större samhälle är distriktshuvudorten Gädäbäy, 17,1 kilometer öster om Arıqıran. 
Trakten runt Arıqıran består i huvudsak av gräsmarker. Runt Arıqıran är det ganska tätbefolkat, med 70 invånare per kvadratkilometer.